# اس‌اس ادنهارست
اس‌اس ادنهارست (به انگلیسی: SS Edenhurst) یک کشتی بود که طول آن ۲۴۵ فوت ۳ اینچ (۷۴٫۷۵ متر) بود. این کشتی در سال ۱۹۳۰ ساخته شد.